# Heliconius constricta
Heliconius constricta är en fjärilsart som beskrevs av James John Joicey och Talbot 1916. Heliconius constricta ingår i släktet Heliconius och familjen praktfjärilar. Inga underarter finns listade i Catalogue of Life.